# Jacobaea gigantea
Jacobaea gigantea là một loài thực vật có hoa trong họ Cúc. Loài này được (Desf.) Pelser mô tả khoa học đầu tiên năm 2006.